# 岡田優子
岡田 優子（おかだ ゆうこ、1952年5月17日 - ）は、日本の地方公務員。横浜市教育長を経て、神奈川県公安委員会委員長。
同市では地方教育行政の組織及び運営に関する法律改正後初の教育長。

## 略歴
1952年、神奈川県横浜市生まれ。神奈川県立鶴見高等学校卒業後に、1971年、横浜市役所に入庁。2009年4月から2012年3月まで神奈川区長。2012年4月から2015年3月まで横浜市市民局長を歴任。2015年4月から教育長。2018年3月神奈川県公安委員会委員。2021年4月神奈川県公安委員会委員長。

## 不祥事
福島第一原子力発電所事故で福島県から横浜市に自主避難した男子生徒が「賠償金があるだろう」など150万円近くを恐喝されるいじめを受けていた事件を「いじめと認定するのは難しい」との認識を示し批判を浴び、後日撤回して「いじめ」と認定した。
この件で林文子（当時）市長から文書厳重注意処分を受けている。